# New Marlborough (Massachusetts)
New Marlborough est une ville du Comté de Berkshire dans l’État du Massachusetts.
Elle a été incorporée en 1759.
Sa population était de 1 528 habitants en 2020.